# 生きたい たすけたい
『特集ドラマ 生きたい たすけたい』（とくしゅうドラマ いきたい たすけたい）は、2014年3月11日 22:00 - 23:13（JST）にNHK総合テレビで放送された日本の単発スペシャルテレビドラマである。主演は原田美枝子。

## 概要
2011年3月11日、14時46分に起こった東日本大震災時に宮城県気仙沼市の気仙沼中央公民館（当時の所在地は潮見町。全壊し内の脇に移転）などで実際に起こった出来事やエピソードを再構成しドラマ化した。制作者たちは被災者の心の傷が癒えない時期に、番組を作って良いのか悩みながら制作したという。視聴率は関東で6.9%、仙台で7.7%。

## キャスト
- 三浦真佐子：原田美枝子
- 仙石つつじ：余貴美子
- 岩井哲朗：上地雄輔
- 熊谷茂男：菅田俊
- 小泉誠：山本裕典
- 三浦行雄：北見敏之
- 三浦優里：中西美帆
- 八田勝：温水洋一
- 八田沙織：広岡由里子
- 小野寺恵子：宮地雅子
- 野村幸二郎：北山雅康
- 遠山美咲：秋月三佳
- 佐々木信彦：鈴木正幸
- 島田分団長：山本亨
- 大谷涼子：松尾れい子
- 加奈子：門脇麦
- 智弘：富澤たけし（サンドウィッチマン）
- 梨緒：豊嶋花
- アリス：キコ・ウィルソン
- 町田：山崎裕太
- 広沢：鈴木拓（ドランクドラゴン）
- 三浦真行：青木崇高
- 八木沢てる子：水野久美
- 蔵内アイ：佐々木すみ江
- 蔵内秀雄：織本順吉
- 東京都幹部：佐野史郎
- 佐藤誠：遠藤憲一

## スタッフ
- 脚本：藤本有紀
- 演出：佐藤幹夫
- 制作会社：NHK
- 制作統括：三鬼一希
- 音楽：梅林茂
- 撮影技術：佐々木達之介